# باشگاه فوتبال گیلفورد سیتی
باشگاه فوتبال گیلفورد سیتی (به انگلیسی: Guildford City Football Club) یک باشگاه فوتبال در شهر گیلفورد، کشور انگلستان است که در سال ۱۹۲۱ میلادی تأسیس شده‌است.